# Copaxa herbuloti
Copaxa herbuloti är en fjärilsart som beskrevs av Lemaire 1971. Copaxa herbuloti ingår i släktet Copaxa och familjen påfågelsspinnare. Inga underarter finns listade i Catalogue of Life.